# (30418) Jakobsteiner
(30418) Jakobsteiner ist ein Asteroid des Hauptgürtels, der am 1. Juni 2000 vom italoamerikanischen Astronomen Paul G. Comba am Prescott-Observatorium (IAU-Code 684) in Arizona entdeckt wurde.
Benannt wurde der Asteroid nach dem Schweizer Mathematiker Jakob Steiner (1796–1863), der es als Autodidakt bis zur Promotion brachte und nach dem eine Vielzahl von geometrischen Problemen benannt wurde.